# Tor Otto Fredlin
Tor Otto Fredlin, född 16 juni 1890 i Härnösand, död 1955, var en svensk målare, illustratör och amatörbiolog.
Han var son till destillatören Otto Fredlin och Laura Emma Hjärpe. Fredlin var till en början verksam inom en rad yrken bland annat som medhjälpare till en konservator och djuruppfödare innan han 1910 började studera konst vid Althins målarskola i Stockholm. Han bosatte sig 1920 i Lund där han blev en av initiativtagarna till bildandet av konstföreningen Aura 1928. Han ställde ut separat första gången 1915 i Härnösand och följde upp den utställningen med separatutställningar i Uppsala och Lund. Han medverkade i Svenska djurmålares utställning i Stockholm och med utställningar arrangerade av konstnärsgruppen Aura. Hans konst består nästan uteslutande av djurmålningar, som illustratör utförde han alla färgillustrationerna i Bertil Hanströms uppslagsverk Djurens värld 1937-1940 och Hugo Granviks Ur Sveriges flora samt Maja Åkerholms barnbok Pelle Kanin och andra djur.
Fredlin är representerad vid Malmö museum och Lunds universitet.